# كونار طويل البتلات
كونار طويل البتلات (الاسم العلمي: Connarus longipetalus) هو نوع من النباتات يتبع جنس الكونار من الفصيلة الكونارية.